# Frederick Corser
Frederick Corser (* 12. Juni 1849 in Rochester, NY; † 23. September 1924 in Minneapolis, Minnesota) war ein US-amerikanischer Architekt von Häusern und öffentlichen Gebäuden in Minneapolis, Minnesota und North- und South Dakota.

## Leben

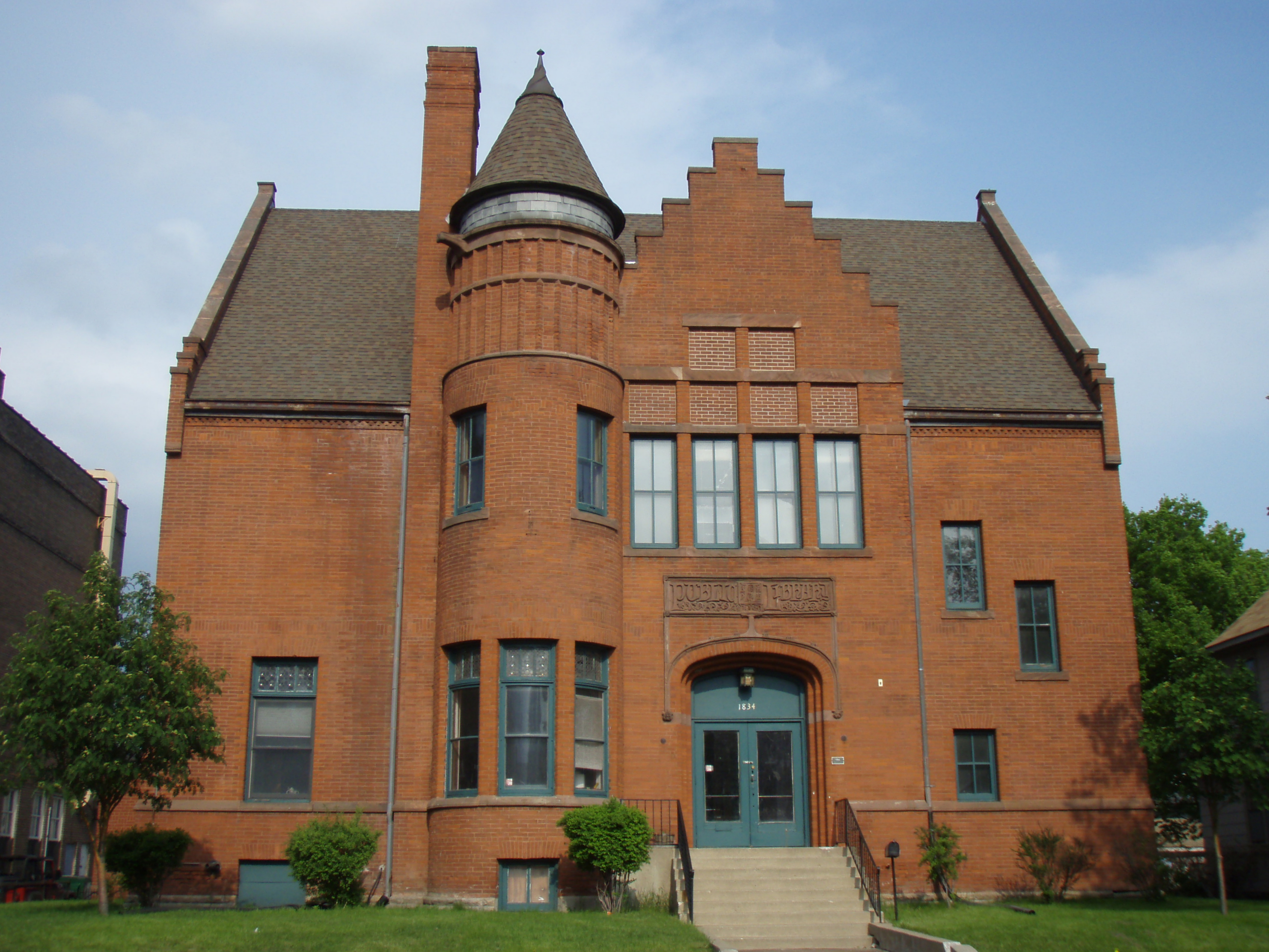
Öffentliche Bücherei in Minneapolis

Er studierte Architektur am Massachusetts Institute of Technology, war 1884 Gründungsmitglieder der Western Association of Architects und in den Jahren 1902 bis 1905 Herausgeber der Western Architect.

## Werk
Gebäude, die Frederick entworfen hat:
- Kirche "St. Stephen", Minneapolis
- Wesbrook Hall der Universität von Minnesota
- Littel Sisters of the Poor (Altenheim)
- Öffentliche Bücherei, Minneapolis
- Kenneseth (Synagoge), Minneapolis
- Central High School, Fargo

Die ersten vier Gebäude sind im nationalen Verzeichnis der historischen Stätten, der offiziellen Kulturdenkmalliste der USA aufgelistet.